# Canton de Briare
Pour les articles homonymes, voir Briare (homonymie).
Le canton de Briare est une ancienne division administrative française, située dans le département du Loiret et la région Centre-Val de Loire.
Il est créé en 1801 sous le Consulat et supprimé en 2015 sous la Cinquième République.

## Histoire
À la suite de la suppression des districts et de la création des arrondissements qui survient en 1801 (9 vendémiaire, an X) sous le Consulat, le canton de Briarre est créé dans l'arrondissement de Gien.
Le redécoupage des arrondissements intervenu en 1926 supprime l'arrondissement de Gien, le canton de Briare est rattaché à l'arrondissement de Montargis.
Le décret définissant un nouveau découpage cantonal est signé par le Premier Ministre Jean-Marc Ayrault le 25 février 2014. Le canton de Briare est supprimé au lendemain des élections départementales de mars 2015.

### Évolution de la composition du canton
| Nom                 | Année d'intégration | Canton précédent   | Année de sortie | Canton suivant |
| ------------------- | ------------------- | ------------------ | --------------- | -------------- |
| Adon                | 1801                | Ouzouer-sur-Trézée | 2015            | Gien           |
| Batilly-en-Puisaye  | 1801                | Bonny              | 2015            | Gien           |
| Bonny-sur-Loire     | 1801                | Bonny              | 2015            | Gien           |
| Briare              | 1801                | Ouzouer-sur-Trézée | 2015            | Gien           |
| Breteau             | 1801                | Ouzouer-sur-Trézée | 2015            | Gien           |
| La Bussière         | 1801                | Ouzouer-sur-Trézée | 2015            | Gien           |
| Champoulet          | 1801                | Bonny              | 2015            | Gien           |
| Dammarie-en-Puisaye | 1801                | Bonny              | 2015            | Gien           |
| Escrignelles        | 1801                | Ouzouer-sur-Trézée | 2015            | Gien           |
| Faverelles          | 1801                | Bonny              | 2015            | Gien           |
| Feins-en-Gâtinais   | 1801                | Ouzouer-sur-Trézée | 2015            | Gien           |
| Ousson-sur-Loire    | 1801                | Bonny              | 2015            | Gien           |
| Ouzouer-sur-Trézée  | 1801                | Ouzouer-sur-Trézée | 2015            | Gien           |
| Thou                | 1801                | Bonny              | 2015            | Gien           |

## Représentation

### Liste des conseillers généraux successifs (1833 à 2015)
| Période                                  | Période              | Identité                                               | Étiquette            | Qualité |
| ---------------------------------------- | -------------------- | ------------------------------------------------------ | -------------------- | --- |
| 1801                                     | 1833                 |                                                        |                      | Pas de conseillers généraux rattachés à un canton |
| 10 novembre 1833                         | 1848                 | Alphonse Gabriel Augustin Duchemin de Chasseval        |                      | Propriétaire Maire de La Bussière (?-?) |
| 27 août 1848                             | 1852                 | Auguste de Champgrand                                  |                      | Propriétaire à Ouzouer-sur-Trézée |
| 7 août 1852                              | 1857                 | Alphonse Gabriel Augustin Duchemin de Chasseval        |                      | Propriétaire Maire de La Bussière (?-?) |
| 7 mars 1857                              | 1880                 | Jean-Félix Bapterosses                                 | Droite               | Industriel, fondateur des émaux de Briare Président de la Faïencerie de Gien |
| 1er août 1880                            | 1904                 | Alfred Loreau                                          | Conservateur Libéral | Industriel, Directeur de la Manufacture des émaux de Briare Président du Comice agricole de l'arrondissement de Gien Régent de la Banque de France Administrateur de la Compagnie des chemins de fer de Paris à Lyon et à la Méditerranée (PLM) Président de la Faïencerie de Gien Maire de Briare (1901-1919) Député du Loiret (1889-1893) |
| 31 juillet 1904                          | 21 oct. 1935 (décès) | René Loreau-Bapterosses (1870-1935, fils du précédent) | URD                  | Industriel, Directeur de la Manufacture des émaux de Briare Maire de Briare (1919-1935) |
| 1935                                     | 1940                 | Jacques Croizette-Desnoyers (1886-1941)                | Républicain modéré   | Propriétaire Vice-président du Comice agricole de l'arrondissement de Gien (avant 1926) Président de la Chambre d'agriculture du Loiret Adjoint au maire de La Bussière,conseiller d'arrondissement Mandat interrompu en 1940. |
|                                          |                      | Seconde Guerre mondiale                                |                      | |
| 1943                                     | 1945                 | Georges Charpenet (1880-1954)                          | Droite               | Pharmacien Conseiller d'arrondissement, maire de Briare Nommé conseiller départemental en 1943 |
|                                          |                      |                                                        |                      | |
| 1945                                     | 1949                 | Gabriel Gaime (1903-1974)                              | SFIO                 | Négociant en confections, conseiller municipal de Briare |
| 1949                                     | 1951 (démission)     | Fernand Rimbault (1892-1983)                           | RPF                  | Ancien résistant, propriétaire agriculteur à Briare |
| 1951                                     | 1955                 | Simone Croizette-Desnoyers (1893-1984)                 | RPF puis Ind.        | Propriétaire à La Bussière, épouse de J.Croizette-Desnoyers |
| 1955                                     | 1965 (décès)         | Pierre-Armand Thiébaut (1908-1965)                     | RGR                  | Chef de service au Ministère de la Reconstruction Propriétaire à Briare |
| 1965                                     | 1968 (décès)         | Léon Védrines                                          | FGDS                 | Commerçant, conseiller municipal de Briare |
| 1969                                     | 1979                 | Henri Duchemin de Chasseval                            | DVD puis UDF-PR      | Propriétaire du château, maire de La Bussière |
| 1979                                     | 2011                 | Jean Poulain (1940-2013)                               | PS, DVG puis DVD     | Professeur de lettres Maire de Briare (1977-2008) Vice-président du Conseil général du Loiret |
| 2011                                     | 2015                 | Michel Lechauve                                        | DVD                  | Agriculteur Maire de Bonny-sur-Loire (2001-2020), élu en 2015 dans le canton de Gien |
| Les données manquantes sont à compléter. |                      |                                                        |                      | |

### Conseillers d'arrondissement (de 1833 à 1940)
Le canton de Briare avait deux conseillers d'arrondissement.
| Période                                  | Période      | Identité                                        | Étiquette | Qualité |
| ---------------------------------------- | ------------ | ----------------------------------------------- | --------- | --- |
| 1833                                     | 1839         | Jean Baptiste Amable Bardin                     |           | Marchand de bois, propriétaire à Bonny-sur-Loire                                                            |
| 1833                                     | 1845         | Maurice Moreau-Lenoir (1787-1870)               |           | Propriétaire à Briare                                                                                       |
| 1839                                     | 1848         | M. Potherat de Thou                             |           | Propriétaire, maire de Thou                                                                                 |
| 1845                                     | 1848         | François Désiré Charles Pardé-Dupré (1804-1860) |           | Notaire, propriétaire à Orléans, maire d'Ouzouer-sur-Trézée                                                 |
| 1848                                     | 1852         | M. Rinjard                                      |           | |
| 1848                                     | ap.1852      | M. Loiseau                                      |           | |
| 1852                                     |              | Louis Guingand (1815-1862)                      |           | Marchand de bois en gros, maire de Briare                                                                   |
|                                          |              |                                                 |           | |
| 1877                                     | 1888 (décès) | Edme Petit                                      |           | Géomètre, propriétaire, maire de Briare                                                                     |
| 1877                                     | 1881 (décès) | M. Cornet                                       |           | |
|                                          |              |                                                 |           | |
| 1919                                     | 1925         | Charles Gaime                                   | Radical   | Négociant, conseiller municipal de Briare                                                                   |
| 1925                                     | 1935         | Jacques Croizette-Desnoyers                     |           | Agriculteur à La Bussière                                                                                   |
| 1935                                     | 1940         | Georges Charpenet                               | Droite    | Pharmacien, maire de Briare                                                                                 |
|                                          | 1940         | Marcel Gourdet                                  | Droite    | Industriel à Briare                                                                                         |
| 1940                                     |              |                                                 |           | Les conseils d'arrondissement ont été suspendus par la loi du 12 octobre 1940 et n'ont jamais été réactivés |
| Les données manquantes sont à compléter. |              |                                                 |           | |

### Résultats électoraux détaillés
- Élections cantonales de 2004 : Jean Poulain (Divers) est élu au 2e tour avec 49,96 % des suffrages exprimés, devant Cathy Lavanant   (PS) (30,44 %) et M.Christine Dirat (FN) (19,6 %). Le taux de participation est de 64,93 % (5 550 votants sur 8 548 inscrits)[5].
- Élections cantonales de 2011 : Michel Lechauve   (Divers droite) est élu au 2e tour avec 65,46 % des suffrages exprimés, devant François Gourdon   (FN) (34,54 %). Le taux de participation est de 49,05 % (4 193 votants sur 8 549 inscrits)[6].

## Géographie

### Composition
À sa suppression en mars 2015, le canton de Briare, d'une superficie de 327,13 km2, est composé de quatorze communes
.
| Nom                 | Code Insee | Intercommunalité          | Superficie (km2) | Population (dernière pop. légale) | Densité (hab./km2) |
| ------------------- | ---------- | ------------------------- | ---------------- | --------------------------------- | ------------------ |
| Adon                | 45001      | CC du Berry Loire Puisaye | 24,65            | 225 (2014)                        | 9,1                |
| Batilly-en-Puisaye  | 45023      | CC du Berry Loire Puisaye | 17,35            | 113 (2014)                        | 6,5                |
| Bonny-sur-Loire     | 45040      | CC du Berry Loire Puisaye | 25,80            | 1 977 (2014)                      | 77                 |
| Breteau             | 45052      | CC du Berry Loire Puisaye | 16,45            | 76 (2014)                         | 4,6                |
| Briare              | 45053      | CC du Berry Loire Puisaye | 45,41            | 5 742 (2014)                      | 126                |
| La Bussière         | 45060      | CC du Berry Loire Puisaye | 35,23            | 820 (2014)                        | 23                 |
| Champoulet          | 45070      | CC du Berry Loire Puisaye | 9,36             | 44 (2014)                         | 4,7                |
| Dammarie-en-Puisaye | 45120      | CC du Berry Loire Puisaye | 25,89            | 177 (2014)                        | 6,8                |
| Escrignelles        | 45138      | CC du Berry Loire Puisaye | 14,04            | 54 (2014)                         | 3,8                |
| Faverelles          | 45141      | CC du Berry Loire Puisaye | 18,92            | 152 (2014)                        | 8                  |
| Feins-en-Gâtinais   | 45143      | CC du Berry Loire Puisaye | 11,89            | 39 (2014)                         | 3,3                |
| Ousson-sur-Loire    | 45238      | CC du Berry Loire Puisaye | 5,35             | 740 (2014)                        | 138                |
| Ouzouer-sur-Trézée  | 45245      | CC du Berry Loire Puisaye | 61,63            | 1 203 (2014)                      | 20                 |
| Thou                | 45323      | CC du Berry Loire Puisaye | 15,16            | 235 (2014)                        | 16                 |

### Démographie

#### Évolution démographique
En 2012, le canton comptait 11 618 habitants.
| 1962  | 1968   | 1975   | 1982   | 1990   | 1999   | 2006   | 2011   | 2012   |
| ----- | ------ | ------ | ------ | ------ | ------ | ------ | ------ | ------ |
| 9 718 | 10 674 | 11 042 | 11 766 | 11 694 | 11 752 | 11 637 | 11 636 | 11 618 |

#### Âge de la population
La pyramide des âges, à savoir la répartition par sexe et âge de la population, du canton de Briare en 2009 ainsi que, comparativement, celle du département du Loiret la même année sont représentées avec les graphiques ci-dessous.
La population du canton comporte 48,2 % d'hommes et 51,8 % de femmes. Elle présente en 2009 une structure par grands groupes d'âge plus âgée que celle de la France métropolitaine. 
Il existe en effet 73 jeunes de moins de 20 ans pour cent personnes de plus de 60 ans, soit un indice de jeunesse de 0,73, alors que pour la France cet indice est de 1,06. L'indice de jeunesse du canton est également inférieur à celui  du département (1,1) et à celui de la région (0,95).
| Hommes | Classe d’âge | Femmes |
| ------ | ------------ | ------ |
| 0,7    | 90 ans ou +  | 2,1    |
| 9,3    | 75 à 89 ans  | 13,6   |
| 17,1   | 60 à 74 ans  | 16,8   |
| 21,7   | 45 à 59 ans  | 20,7   |
| 18,1   | 30 à 44 ans  | 16,5   |
| 16,1   | 15 à 29 ans  | 14,3   |
| 17,0   | 0 à 14 ans   | 16,0   |

| Hommes | Classe d’âge | Femmes |
| ------ | ------------ | ------ |
| 0,4    | 90 ans ou +  | 1,1    |
| 6,6    | 75 à 89 ans  | 9,5    |
| 13,4   | 60 à 74 ans  | 13,9   |
| 20,1   | 45 à 59 ans  | 20,0   |
| 20,3   | 30 à 44 ans  | 19,5   |
| 19,3   | 15 à 29 ans  | 17,7   |
| 19,9   | 0 à 14 ans   | 18,2   |

### Statistiques
|    | Labours | Labours | Prés | Prés | Vignes | Vignes | Bois | Bois | Divers | Divers | Total |
| -- | ------- | ------- | ---- | ---- | ------ | ------ | ---- | ---- | ------ | ------ | ----- |
| ha | %       | ha      | %    | ha   | %      | ha     | %    | ha   | %      | ha     |       |
|    |         |         |      |      |        |        |      |      |        |        |       |